# Tormenta de pasiones
Tormenta de pasiones es una telenovela peruana producción de Jimmy Arteaga y Alomi Producciones para la cadena Panamericana Televisión y distribuida por RCTV International. Es una adaptación de la obra Locas pasiones (nombre que se tomó provisionalmente), por Lucía Irurita y contó con la colaboración de productores mexicanos.
Está protagonizada por los mexicanos Alejandra Lazcano y Alejandro de la Madrid (interpretando doble papel protagónico), coprotagonizada por la peruana Vanessa Terkes, y cuenta con las participaciones antagónicas de los mexicanos Gerardo Albarrán y Sebastián Ligarde y de los peruanos Ana María Jordán, Milagros Vidal, Gonzalo Revoredo y la primera actriz Yvonne Frayssinet. Además cuenta con las actuaciones estelares de Marcelo Oxenford, Katia Condos y Paul Vega.

## Argumento
Cuenta la historia basada en hechos reales que dos hermanos gemelos, Alberto y Gerardo (Alejandro de la Madrid), son separados al nacer por su propia madre, Lucila (Katia Condos), para que su nuevo esposo, Pedro del Castillo (Gerardo Albarrán), no descubra los resultados de su amor en secreto con Jorge (Paul Vega), un lugareño de San Julián, ubicado en Arequipa. Cuando Pedro se entera de esto, dispara contra Jorge, y pensando que su muerte estaba próxima lo deja abandonado sin saber que Jorge lograría sobrevivir. Lucila, al enterarse de la supuesta muerte de Jorge, decide esconder a sus hijos a quienes estaba a punto de dar a luz antes de que Pedro descubra que no son de él. Pero finalmente uno de los bebés se pierde durante una noche de tormenta en San Julián.
También está en juego el destino de la fortuna del padre de Lucila, ya que una carta de este revela el complot que tramo Pedro para asesinarlo y quedarse con todo su dinero. Pedro, junto a un inescrupuloso sujeto llamado Mauricio Miranda (Sebastián Ligarde) tienen todas las pistas, pero no encuentran los papeles de certificación de la propiedad. 
25 años después del nacimiento de Alberto y Gerardo: Alberto se enamora de Isabel (Alejandra Lazcano), quien es sobrina de Pedro del Castillo. Gerardo también se enamora, pero de una muchacha del pueblo de San Julián llamada Cristina (Vanessa Terkes), la cual viaja a la capital en busca de Gerardo cuando se entera de que su familia prohíbe la relación, pues al parecer hay un secreto que envuelve a su supuesta tía Carlota (Kathy Serrano), quien tuvo una relación tanto con Pedro del Castillo como con Mauricio Miranda. 

## Reparto

### Principales
- Alejandra Lazcano como Isabel del Castillo.
- Alejandro de la Madrid como Gerardo Zaldívar/López Arnao y como Alberto Zaldívar.
- Gerardo Albarrán como Pedro del Castillo.
- Sebastián Ligarde como Mauricio Miranda.
- Vanessa Terkes como Cristina.
- Reynaldo Arenas como Pancho.
- Katia Condos como Lucila / Sonia de Miranda.
- Paul Vega como Jorge Zaldívar.
- Marcelo Oxenford como Germán de Del Castillo.
- Giovanni Ciccia como Fabián.
- Gonzalo Revoredo como Félix.
- Milagros Vidal como Adriana.
- Mari Pili Barreda como Nora López Arnao.
- Sergio Galliani como Simón.
- Kathy Serrano como Carlota.
- Cecilia Brozovich como Cecilia.
- Antonio "Tony" Dulzaides como Alfredo López Arnao.
- William Bell-Taylor como Héctor.
- Maricielo Effio como Úrsula.
- Ana Cecilia Natteri como Virginia.
- Yvonne Frayssinet como Inés de Del Castillo.
- Ana María Jordán como Sofía de López Arnao.
- Cécica Bernasconi como Valeria.
- Antonio Arrué como Antonio.
- Haydeé Cáceres como Rufina Zaldívar.
- Ricardo Fernández como Don Venancio.
- Karina Calmet como Nancy.
- Gabriel Anselmi como Felipa.
- Bruno Ascenzo como Manuel.
- Claudia Berninzon como Julia.
- Agustín Benítez como Juan.
- María Carbajal como Rosario.
- Gladys Hermoza como Dionisia.
- Sandro Monzante como Mario.
- Paco Varela
- Mariel Ocampo como Sandra.
- Cecilia Rospigliosi como Karla.
- María José Zaldívar como Eloísa.
- Renzo Schuller como Tobías.
- Ana María Varela como Teresa.

### Recurrentes
- Kareen Spano como Pinky.
- Carla Barzotti
- Leslie Stewart como Valeria
- Frank Rivers
- Trilce Cavero como Rufina Zaldívar (joven).